# 马里奥·巴洛特利
马里奥·巴洛特利·巴尔武阿（義大利語：Mario Balotelli Barwuah，發音：[ˈmaːrjo baloˈtɛlli]；1990年8月12日—），意大利足球員，司職前鋒，曾效力意甲球隊热那亚。他曾是意大利國家足球隊隊員。
巴洛迪利在2012年間是義大利國家足球隊的前線主力，天賦優異但是態度及個性乖戾，讓他的競技狀態不斷下滑，並遠離頂級前鋒之列。他在2016年轉投尼斯後狀態回勇，但之後再度下滑。

## 早年生活
巴洛迪利出生在意大利巴勒莫，父母都是祖籍加纳的非洲侨民。出生后不久，由于严重的肠道感染，巴洛特利一度生命垂危，1992年，在当地社会福利部门的帮助下，巴洛特利的病情才得到了治愈。尽管如此，童年时期的悲惨经历还是给巴洛特利带来了巨大的心理阴影，也造就了其日后乖戾古怪的性格。
1993年，當年三歲的巴洛迪利被一个布雷西亚意大利籍犹太家庭收养，养父弗朗哥·巴洛特利与养母西尔维娅·巴洛特利，并最终由这个家庭抚养长大。而巴洛迪利之所以要等到18岁才加入意大利国籍，这完全是因为当初的收养关系并没有得到官方的承认。巴洛特利一直拒绝与生父生母见面，因为在他成名之前他们从没有联络过他，但是巴洛特利卻與親生兄弟姊妹感情很好，巴洛特利目前的經紀人便是他的親大哥。

## 球會生涯

### 盧梅扎內
15岁7个月时，他就代表丙一联赛球隊卢梅扎内出场，對陣帕多瓦。创造了意大利职业联赛最年輕上陣的历史纪录。在此期间，他曾到西甲球队巴塞罗那试训，但没有获得成功。

### 國際米蘭
2006-07赛季
2006年的夏季转会的最后一天，国际米兰的转会部门负责人找到了巴洛特利的哥哥也是他的经纪人科拉多（Corrado）询问了相关的资料以后，立即给予了巴洛特利一份为期三年的合同。
2006/07賽季，巴洛特利在U17青年隊的頭20場比賽射進19球，之后下半賽季被提拔到U19青年隊，又射進9球，並且幫助國米U19青年隊拿到青年聯賽冠軍，因此受到一線隊的主教練文仙尼的關注。
2007-08赛季
从2007/08赛季前的热身赛，到2007/08赛季的意大利杯和联赛中，年轻的巴洛特利均获得了出场机会，并且表现不俗。
2007年12月17日在国际米兰与卡利亚里的比赛结束前2分钟，巴洛特利後備入替蘇亞素，这是他第1次在正式比赛中代表国际米兰一线队出场。
3天后的意大利杯同雷吉纳的比赛，巴洛特利第一次在一线队比赛中首发，他不仅打满90分钟，而且打进两球。2008年1月30日意大利杯四分之一决赛国际米兰客场面对尤文图斯，巴洛特利再次打进关键的两个进球，帮助国际米兰3：2战胜尤文图斯成功晋级。2008年4月6日，在意甲第32轮比赛中，巴洛特利代表国际米兰首发出场，在第21分钟角球助攻维埃拉破门，在第73分钟打进他在意甲的首粒进球，以一传一射帮助国际米兰客场2：0战胜亚特兰大队。巴洛迪利出色的表現也協助國際米蘭赢得2007/08意大利甲組足球聯賽冠軍。
2008-09赛季

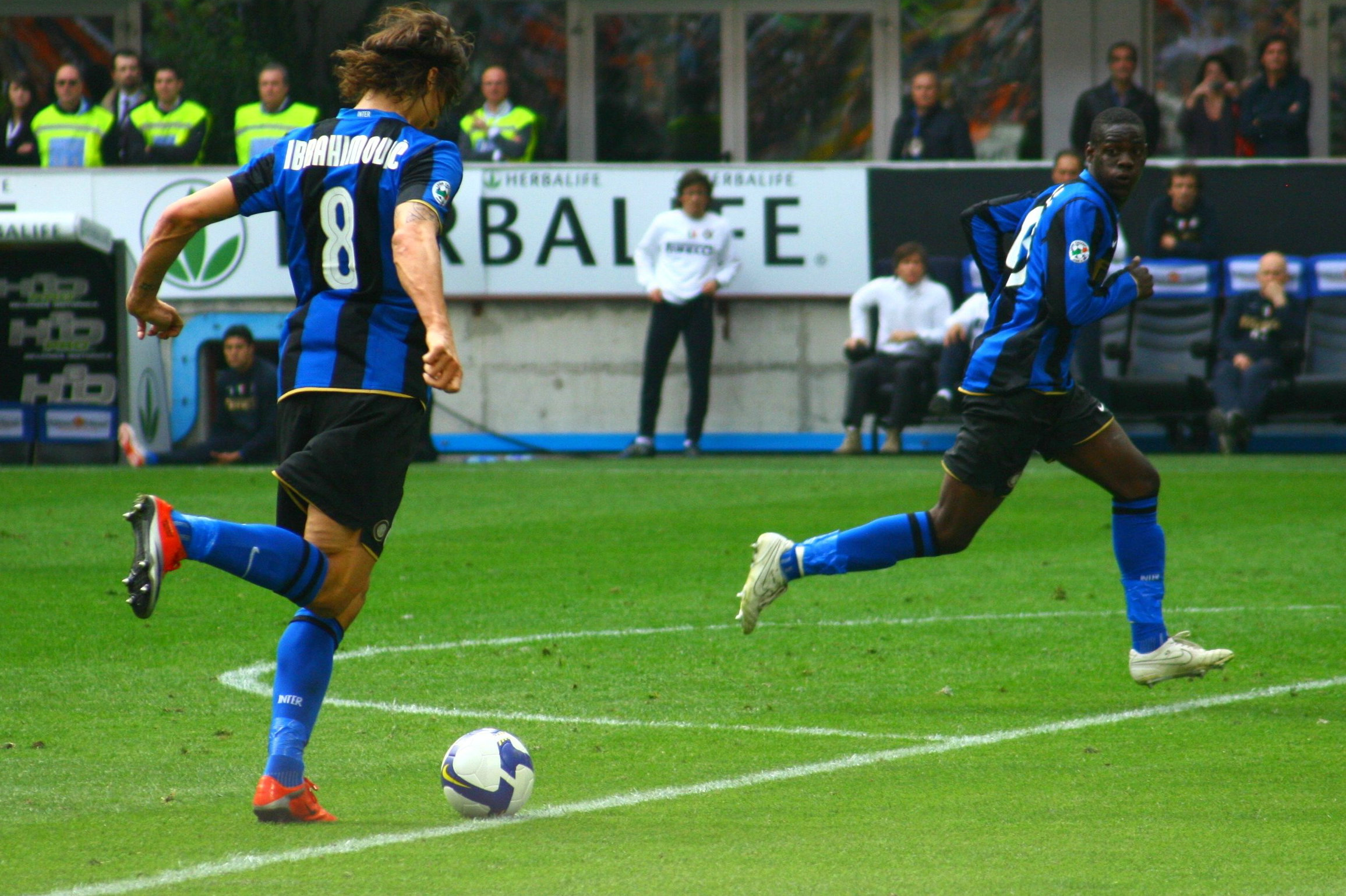
伊布拉希莫维奇與巴洛迪利

2008年，18岁的巴洛迪利與國际米蘭续约至2011年，120万欧元的年薪使其成为同龄人中收入最高的球员，在“6+5”的背景之下，巴洛特利的未来一片光明。
2008年11月4日，巴洛迪利在對陣塞浦路斯甲組足球聯賽球隊安羅科薩斯中取得他第一個歐洲聯賽冠軍盃入球，當時他只是18歲零85天，成為國際米蘭歷史中最年輕取得歐洲聯賽冠軍盃入球的球員，打破了此前由馬田斯保持18歲零145天的紀錄。
2009年4月，巴洛迪利在國際米蘭1-1戰平祖雲達斯的賽事中，整場賽事都被祖雲達斯球迷種族歧視的谩骂。最終祖雲達斯被處罰一場主場賽事禁止球迷入場。
在國際米蘭一線隊的第二個賽季，巴洛迪利有一些紀律問題，特別與國際米蘭主教練摩連奴有一些意見不合。而在本賽季早些時候，摩連奴曾指責巴洛迪利沒有努力訓練。
2009-10赛季
在2009-10賽季巴洛迪利的表現顯得更加突出，比起上賽季，由於今季失去了幾個關鍵的前鋒，因此巴洛迪利成為迪亞高·米列圖及伊度奧之後的第三前鋒。隨後，在前三場比賽他都以後備身份上場，其中包括4-0戰勝AC米蘭的同市德比戰。一些意大利的足球評論員表示巴洛迪利沒有足夠的努力，很少在比賽中他發揮全部潛力。但隨後在主場對陣巴勒莫的賽事中取得兩個入球及一個助攻，結果以5-3勝出。巴洛迪利的努力也協助球隊在這球季歷史性成為「三冠王」。

### 曼城
2010-11赛季

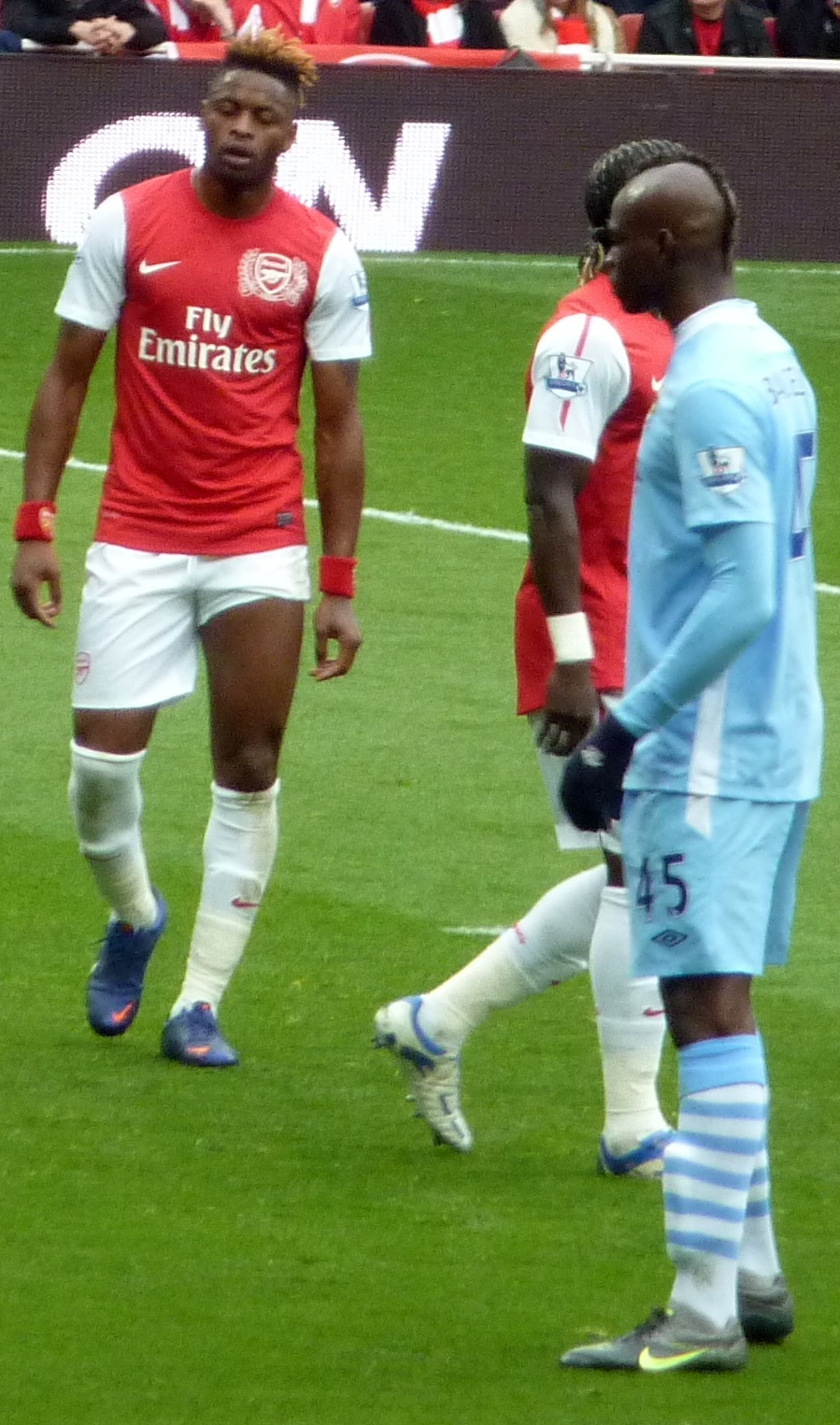
桑治和巴洛迪利

2010年7月26日，巴洛迪利落實加盟英超球隊曼城，轉會費達3,500萬歐元。也是與前國米主帥文仙尼再度合作。2010年8月19日，巴洛迪利於歐霸盃足球聯賽作客添美索亞拿的賽事中以後備身份首次為球隊上陣，並攻入賽事唯一的入球，協助球隊1-0勝出。
2011-12赛季
巴洛特利在曼城的第二个赛季状态神勇，联赛出场23次攻入13球，其中在曼彻斯特德比客场对阵曼联的比赛中，他梅开二度，帮助球队6:1屠戮对手，協助球隊奪取該屆聯賽冠軍。對陣曼聯入球後展示「Why always me?」字樣內衣的慶祝動作，更成為球迷茶餘飯後的話題，也間接表示他對媒體不厭其煩挖其花邊新聞的不滿。不过尽管该季巴洛特利表现出色，但是却频频在球场上做出怪异举动以及犯规，屡遭红牌罚下，令球迷及教练又爱又恨。聯賽煞科戰迎戰昆士柏流浪，後備上陣的巴洛特利交出助攻（也是他至今於英超唯一一個助攻）予阿古路射入致勝入球，為曼城首奪英超冠軍。
2012-13赛季
巴洛特利在曼城的第三个赛季状态差劣，联赛出场不多，其新聞也越來越多。2013年1月4日，巴洛特利竟然同領隊文仙尼於訓練場大打出手。
巴洛特利是AC米蘭的球迷，曾在曼城更衣室內公然唱起AC米蘭隊歌，讓曼城高層非常惱火，此舉動也是種下他離開曼城的原因之一。

### AC米蘭
2012-13赛季
2013年1月29日，巴洛迪利以2000萬歐元+300萬歐元的浮動資金身價加盟意甲豪門AC米蘭，披上紅黑戰袍，再次征戰意甲。剛來就獲得絕對主力位置，巴洛迪利首次替AC米蘭上陣即取得入球。
巴洛迪利為球隊出場13次攻入12球，並且每95分鐘內就可以打入一球，位居意甲射手效率榜首位（2012-2013賽季）。在巴洛迪利職業生涯中，包括國家隊在內的所有正式比賽，12碼從未射失，命中率高達100%。意甲第4輪開始1場焦點戰，AC米蘭主場1比2負於拿玻里，下半場62分鐘巴洛迪利12碼被雷納撲出，這是他職業生涯首次射失12碼。

### 利物浦
2014-15赛季
2014年8月21日下午消息，AC米蘭在官網發布的消息中確認正在與利物浦商談巴洛特利的轉會事宜。2014年8月25日，巴洛特利正式加盟，轉會費為1600萬鎊。
不過巴洛迪利深陷半季的入球荒，2014年10月19日，利物浦作客女王公園巡遊者的一仗，巴洛迪利不但未能取得入球，更錯失一個黃金機會，一射高出。
2014年12月1日，巴洛迪利上傳相片，相片是經典遊戲人物瑪利歐系列的照片，寫著：「不要成為種族歧視的人，應該像馬力歐，他是一個由日本人創造出來的意大利水管工人，但他說英文，樣子像墨西哥人。而他像黑人一樣跳，也像猶太人一樣淘金。」儘管文字上是呼籲別人不要歧視，但球迷認為他是歧視猶太人（許多反猶人士都有猶太人和金錢掛勾的刻板印象）。
2014年12月19日，英格蘭足總決定巴洛迪利被罰禁賽一場，罰款二萬五千英鎊，以及需要接受相關的教育課程。曾有多次前科的巴洛迪利發表聲明，向隊友及利物浦球迷致歉，強調對事件感到後悔，確保不會再犯。
2015年2月11日，巴洛迪利终于迎来在利物浦生涯的英超首球。在利物浦主場对熱刺中，巴洛迪利替補出場完成绝杀，为球队带来宝贵的3分。值得一提的是，这也是巴洛迪利的個人效力英倫球隊第100戰。
2015年8月，巴洛迪利將以外借的形式加盟AC米蘭，不含買斷條款。利物浦與AC米蘭將各自承擔部分薪資，其中AC米蘭的部分為225萬欧元。最終巴洛迪利低劣的表現讓AC米蘭跟利物浦都不欲續約，成為足球浪人。
離開利物浦後，巴洛迪利接受媒體採訪時坦承加入利物浦是他這輩子最愚蠢錯誤的決定，這段時間過的既黑暗又不快樂。

### 尼斯
2016-17球季
2016年9月，法甲球會尼斯宣佈，與巴洛迪利簽下一年合約，利物浦方面不希望繼續安排外借，主帥高普為求脫手，決定讓巴洛迪利免費轉會，他跟利物浦的合約原定到明年季尾才到期。
經歷兩季失意，巴洛迪利在法甲尼斯重新振作，本季8場攻入7球已是過去兩季效力利物浦及外借AC米蘭時的總和，效率相當高強，但未能協助他重返意大利國家隊。
巴洛迪利在季初不被看好，但最終為球隊射入17球，協助尼斯取得來季歐洲冠軍聯賽資格。
2017-18球季
尼斯宣佈與巴洛迪利續約1年。
本年度巴洛迪利的個人表現更為優異，在法甲取得18個入球，加其他各項盃賽共射入26球。是今其職業生涯至今最輝煌的個人成績，此前他最多只曾在2013-14球季為AC米蘭攻入18球。
然而其球會尼斯的整體表現未如理想，防守端疲弱，失球激增，季尾於法甲只能排名第8，故未能躋身來季任何歐洲賽事。
季尾尼斯的領隊法維爾更因被德甲勁旅多蒙特賞識挖角而離隊。
2018-19球季
尼斯委任了法國的已退役中場名將韋拉接替離任的法維爾成新任領隊。
巴洛迪利於本賽季狀態急跌，季初曾短暫被罰停賽的他狀態一直低迷，無法適應新主帥韋拉的戰術，更多次不被列入正選或後備大軍名單中，淪為球隊的閒人。
直至2019年1月初，巴洛迪利至今只曾在11月25日主場2-0擊敗里爾的比賽中貢獻1個助攻，入球數維持在0，顆粒無收。由於法甲的競爭水平已不如他之前效力的英超和意甲，意味着其個人表現已跌至生涯最低點。
雪上加霜的是他在12月1日尼斯作客1-1賽和甘岡的賽事中，於74分鐘被換出後一臉不忿之餘，口中唸唸有詞地與領隊韋拉抱怨，其後走回後備席旁更怒摔手套洩憤，事件再令外界更難以信任他的情商有所成長。韋拉的態度亦頗為強硬，已公開表示不反對在冬窗出售巴洛迪利。
本賽季只專注國內聯賽尼斯仍表現平平。賽季暫進行至中段，尼斯暫於聯賽中游徘徊，在法國盃以及聯賽盃的賽事亦已早早出局。

### 馬賽
2018-19球季
2019年1月23日，尼斯宣佈與其提前解約，巴洛迪利免費轉會至另一法甲球會馬賽，再度披上9號球衣，簽下了半年的短期合約至本季季尾。

### 布雷西亞
2019-20球季
意甲球隊布雷西亞宣佈巴洛迪利加盟。
布雷西亚在2019-20赛季甲级联赛赛季结束时降级，因此他的合同的自动续约选项沒有激活，并且巴洛特利在2020年6月和7月多次错过训练后，合同最终终止。

### 蒙扎
2020-21球季
2020年12月7日，蒙扎跟巴洛特利簽了七个月的合約。

## 國家隊
由於巴洛迪利是在意大利出生，因此他申請意大利護照，擁有加納及意大利雙重國籍。
在2007年8月7日，他17歲生日的5天前，巴洛迪利收到加納國家足球隊主教練勒魯瓦的電話，表示希望他可以代表加納國家足球隊參加對塞內加爾的友誼賽。8月21日，他拒絕了加納國家足球隊，表示希望為意大利國家足球隊上陣。
意大利U21的教練卡沙拉基說，他打算徵召即將獲得意大利國籍的巴洛迪利。在2008年8月13日，巴洛迪利終於獲得意大利國籍，並在新聞發布會上同一天，他表示想為意大利U21上陣。8月29日，卡沙拉基表示巴洛迪利會入選意大利U21參加對希臘U21及克羅地亞U21的賽事。在1-1戰平希臘U21的賽事中他取得了第一個意大利U21入球。在2009年U21歐洲國家盃外圍賽附加賽對陣以色列U21的賽事梅開二度。
在2009年6月19日，2009年U21歐洲國家盃決賽週分組賽對陣東道主瑞典U21的賽事中，巴洛迪利在23分鐘射入一球為球隊領先1-0，但在36分鐘，他因侵犯對方球員而被紅牌罰離場。
2010年8月6日，意大利國家隊新領隊柏蘭迪利公佈上任後首份名單，巴洛迪利首次入選意大利國家隊，進入2010年8月10日對科特迪瓦友賽的大軍名單。巴洛迪利身穿9號球衣正選上陣，可惜球隊以0-1敗陣。
在2012年歐洲國家盃小組賽C组首场對西班牙，巴洛特利把握到西班牙後防失誤而得到單刀機會，但忽然慢下來「思考人生」，被拉莫斯化解危機，隨即被教練調離場，數分鐘後入替的迪拿達利為意大利取得領先入球。隨後小組賽第二場對陣克羅地亞，巴洛特利全場有共計超過4次具有威脅的射門，是意大利前場狀態最為出色的球員之一，但卻在下半時被換下；隨即意大利隊失去領先優勢最終被逼平。不过小组赛最后一轮对阵爱尔兰的比赛中，在意大利队只有获胜才有可能晋级的情况下，巴洛特利下半场第74分钟替补出场，于第89分钟时接到派路開出的角球禁區線附近踢出高難度的凌空抽射破门，协助意大利2:0取胜并以小组第二名的身份惊险出线。
在2012年6月28日，波兰华沙國家體育場欧洲國家杯準決賽，巴洛特利在上半场分別接到隊友卡斯辛奴和蒙度利禾的精準妙傳，两度攻破德國隊門將紐亞把守的球門，幫助球隊以2:1戰勝了奪冠熱門德國隊。
7月1日对阵西班牙的欧洲杯决赛赛事中，被寄予厚望的意大利竟以0:4惨败于对手，巴洛特利在赛后流下泪水。
2014年巴西世界盃過後，巴洛特利因狀態下滑及紀律問題，於其後四年一直未被意大利國家隊徵召，因而缺席2016年歐洲國家盃及2018年國際足協世界盃外圍賽等世界大賽
2018年5月，轉投尼斯兩年的巴洛特利狀態回勇，再次被意大利國家隊徵召，繼2014年之後終可再為國披甲。在2018世界盃熱身賽與沙特隊對賽中首先為球隊取得入球。
2018年巴洛特利曾3次代表國家上陣。
2022年1月，意大利教練文仙尼決定重新徵招狀態回勇嘅巴洛特利補強鋒線，希望能夠打入世界盃決賽週，巴洛迪利表示對自己重新選入國家隊並不感到意外，並表示不明白球隊為何要踢附加賽

### 国际比赛进球
意大利队显示在前
| 1.                      | 2011-11-11 | 波兰弗罗茨瓦夫，弗罗茨瓦夫市立球场 | 波蘭         | 1 | 2 – 0 | 友谊赛                    |
| 2.                      | 2012-6-18  | 波兰波兹南，波兹南市立球场         | 愛爾蘭       | 1 | 2 - 0 | 2012年欧洲足球锦标赛      |
| 3.                      | 2012-6-28  | 波兰华沙，國家體育場               | 德国         | 2 | 2 - 1 | 2012年欧洲足球锦标赛      |
| 4.                      | 2012-10-16 | 意大利米蘭，聖西路球場             | 丹麦         | 1 | 3 - 1 | 2014年世界杯歐洲區外圍賽  |
| 5.                      | 2013-3-21  | 瑞士日內瓦，日內瓦體育場           | 巴西         | 1 | 2 - 2 | 友谊赛                    |
| 6.                      | 2013-3-26  | 馬爾他塔加利，塔加利国家体育场     | 馬爾他       | 2 | 2 - 0 | 2014年世界杯歐洲區外圍賽  |
| 7.                      | 2013-6-16  | 巴西里約熱內盧，馬拉簡拿運動場     | 墨西哥       | 1 | 2 - 1 | 2013年洲際國家盃          |
| 8.                      | 2013-6-20  | 巴西累西腓，伯南布哥體育場         | 日本         | 1 | 4 - 3 | 2013年洲際國家盃          |
| 9.                      | 2013-9-10  | 意大利都靈，尤文圖斯球場           | 捷克         | 1 | 2 - 1 | 2014年世界杯歐洲區外圍賽  |
| 10.                     | 2013-10-15 | 意大利那不勒斯，聖保羅球場         | 亞美尼亞     | 1 | 2 - 2 | 2014年世界杯歐洲區外圍賽  |
| 11.                     | 2014-6-15  | 巴西玛瑙斯，亚马逊体育场           | 英格兰       | 1 | 2 - 1 | 2014年巴西世界盃小组赛D組 |
| 12.                     | 2018-5-28  | 瑞士聖加侖，康步公園               | 沙烏地阿拉伯 | 1 | 2 - 1 | 友谊赛                    |
| 2018年5月29日（二）更新 |            |                                    |              |   |       |                           |

## 职业生涯统计
| 俱乐部       | 赛季         | 联赛 | 联赛 | 杯赛 | 杯赛 | 洲际 | 洲际 | 其他赛事 | 其他赛事 | 总计 | 总计 |
| 俱乐部       | 赛季         | 出场 | 进球 | 出场 | 进球 | 出场 | 进球 | 出场     | 进球     | 出场 | 进球 |
| ------------ | ------------ | ---- | ---- | ---- | ---- | ---- | ---- | -------- | -------- | ---- | ---- |
| 卢梅扎内     | 2005–06      | 2    | 0    | 0    | 0    | 0    | 0    | 0        | 0        | 2    | 0    |
| 卢梅扎内     | 总计         | 2    | 0    | 0    | 0    | 0    | 0    | 0        | 0        | 2    | 0    |
| 国际米兰     | 2007–08      | 11   | 3    | 4    | 4    | 0    | 0    | 0        | 0        | 15   | 7    |
| 国际米兰     | 2008–09      | 22   | 8    | 2    | 0    | 6    | 1    | 1        | 1        | 31   | 10   |
| 国际米兰     | 2009–10      | 26   | 9    | 5    | 1    | 8    | 1    | 1        | 0        | 40   | 11   |
| 国际米兰     | 总计         | 59   | 20   | 11   | 5    | 14   | 2    | 2        | 1        | 86   | 28   |
| 曼城         | 2010–11      | 17   | 6    | 5    | 1    | 6    | 3    | 0        | 0        | 28   | 10   |
| 曼城         | 2011–12      | 23   | 13   | 2    | 1    | 6    | 3    | 1        | 0        | 32   | 17   |
| 曼城         | 总计         | 40   | 19   | 7    | 2    | 12   | 6    | 1        | 0        | 60   | 27   |
| 职业生涯总计 | 职业生涯总计 | 101  | 39   | 18   | 7    | 26   | 8    | 3        | 1        | 148  | 55   |

## 軼事
巴洛特利自兒時就是AC米蘭的球迷，在他效力國際米蘭期間，曾多次公開表現出親近AC米蘭的新聞。如他曾多次在更衣室演唱AC米蘭的隊歌；亦曾經在電視節目中身著AC米蘭的隊服，引起了國際米蘭球隊上下的不滿，類似這些舉動甚至在他加盟曼城后亦有出現，而傳媒亦多次傳出新聞表明他加盟AC米蘭的機會極大。而在2013年，他加盟該隊的夢想終於實現了。
他在場外經常有負面卻令人哭笑不得的新聞，包括在自家的浴室內玩煙花來研究火箭原理結果引致火災、从楼上扔飞镖掷伤屋外儿童、在公共场合挥洒钞票、不請自來別人的記者招待會、訓練時玩弄角球旗、在更衣室内玩耍擀面杖、甚至不懂穿背心而需要隊友協助穿衣等等。因此他被认为是脑残，并且獲得了“巴神”的稱號，此“神”不是神奇而是神经病的意思。他偶爾也會作一些令人意想不到的義舉，例如派錢予無家可歸的流浪漢、替學生交還圖書逾期罰款、替被欺凌的學生出頭等，都證明他是個本性善良的人。
巴洛特利进球后很少庆祝，2012年欧锦赛期间被问及此事时他解释道：“进球时我不庆祝，因为进球就是我的工作。邮差送信，又何尝庆祝过呢？”
2012年歐洲國家盃，意大利在分組賽首場對上衛冕冠軍西班牙。意大利其中一次進攻中巴洛迪利有一次單刀機會，但此時巴洛迪利居然以散步的速度帶球進禁區，結果被西班牙後衛沙治奧·拉莫斯及時回防把球清走。巴洛迪利的單刀失機被中國網民譏諷為「思考人生」。
2014年巴西世界杯，意大利在本届小组赛被淘汰，缺席小组赛最后一场的意大利中场核心德罗西怒批巴神不是真正的男人，而广大的意大利球迷也把意大利被淘汰的责任归咎于巴神，对于这样的批评，巴洛特利相当不满，据《罗马体育报》披露，巴神面对球迷的批评选择了还击，他说道：“我是巴洛特利，我23岁了，我可没有选择作意大利人，我之所以是意大利人因为我生在意大利而且多数时候生活在意大利。你们的批评简直就是耻辱。”

## 特色
巴洛特利足球天赋秉群，踢法充滿想像力，經常在比賽做出一些無法想像的動作令後衛們防不勝防，但其乖戾的性格以及古怪的思维方式卻令一般人摸不著頭緒，頭一秒幫助球隊取得入球，但下一秒卻突然因動作粗暴而被球證以紅牌趕出場，大腦未開竅也大大影響他競技狀態的保持，成為一顆快速墜落的明日之星。

## 评价
“我不得不說巴洛迪利是我見過最會射12碼的球員之一，他擁有瘋狂的能力，他射12碼不用看皮球。如果門將不動，巴洛迪利就將球射入死角；如果門將撲救，他就將球射向另一邊，門將幾乎是不可能撲救成功。」曾是曼城隊友的門將祖·赫特對巴神這樣評價。
“我对他说，如果他在10年前和我一起共事，那我会一天揍他一次。我之所以还跟他有交流，是因为我不想让他浪费自己的天赋。他拥有一切成功的潜质，能成为欧洲最顶尖的球员，我不想让他的才华流失。”2012年4月时，曼奇尼面对媒体时对巴洛特利的评论。
「關於我和巴神在一起的兩年，我能寫成一本200頁的書，而且會是一部喜劇，因為巴神實在是太搞笑了。我記得當時國米的一場客場比賽，我的兩名正選前鋒迪亞高·米列圖及伊度奧都不能落場，所以我派上了巴神。上半場他吃到一張黃牌，於是半場休息的15分鐘里，我花了14分鐘來告誡他，下半場要如何如何克制。然後在下半場第1分鐘，他便被罰出場了。”“巴洛特利只有一个脑细胞。”出自摩連奴。
2012年11月，巴洛特利登上美國《時代周刊》的封面，成為繼巴塞隆拿阿根廷前鋒美斯之後足球壇的第二人。2013年4月，他又被该杂志列入2012年全球百大人物名单之中。

## 榮譽
國際米蘭
- 意大利甲組足球聯賽 冠軍：2007/08、2008/09、2009/10
- 意大利超級盃 冠軍：2008
- 意大利盃 冠軍：2010
- 欧洲冠军联赛 冠軍：2010

曼城
- 英格蘭超級足球聯賽 冠軍﹕2011/12
- 英格蘭足總盃 冠軍﹕2011
- 英格蘭社區盾 冠軍﹕2012

國家隊
- 歐洲國家盃 亞軍﹕2012年
- 洲際國家盃 季軍﹕2013年

個人獎項
- 歐洲金童獎﹕2010年

## 外部連結
- 個人官方主頁 （页面存档备份，存于） （意大利文）
- 曼城官方 巴洛迪利檔案 （页面存档备份，存于）Liverpool